# IW Engine
IW Engine (сокр. от «движок Infinity Ward») — игровой движок, созданный американской компанией Infinity Ward для использования в собственных разработках; также используется издательской компанией Activision. Технология применялась в серии игр Call of Duty и вошла в список лучших движков по мнению сайта IGN. В разных играх серии Call of Duty движок модифицировался студиями Treyarch и Sledgehammer Games.

## История разработки
В 2002 году был выпущен трёхмерный шутер Medal of Honor: Allied Assault — одна из игр серии Medal of Honor (рус. «Медаль за отвагу»), действие которой происходит во времена Второй мировой войны. Данная игра использовала в качестве технологической базы игровой движок id Tech 3 (тогда известный как Quake 3 Engine, по названию первой игры, где был использован) компании id Software. Разработкой Allied Assault занималась студия 2015, Inc., часть сотрудников которой после выхода игры покинула компанию, чтобы основать Infinity Ward.
Первой игрой Infinity Ward стала Call of Duty 2003 года, которая, как и Medal of Honor: Allied Assault, повествует о событиях Второй мировой войны. Данная игра также построена на движке id Tech 3. Выбор этой технологии, очевидно, объясняется тем, что сотрудники Infinity Ward уже имели опыт работы с ней. По сравнению с оригинальным id Tech 3, графическая составляющая движка претерпела ряд изменений. Так, игра стала активно использовать пост-эффекты (например, «размытие изображения»), вода обрабатывается при помощи шейдеров, что позволило сделать реалистичные отражения, усложнена система освещения и появились динамические мягкие тени.
Впоследствии для Call of Duty также было выпущено официальное дополнение — Call of Duty: United Offensive (разработчик: Gray Matter Interactive).
25 октября 2005 года была выпущена игра Call of Duty 2 разработки Infinity Ward, которая представляет собой полноценное продолжение первой части. С игрой Call of Duty 2 было заявлено, что её движок именуется IW Engine 2.0 (при этом никогда не уточнялось о том, что модификация id Tech 3 для первого Call of Duty называется IW Engine 1.0). Технически этот движок являет собой в значительной мере переработанный id Tech 3, эволюционировавшую версию движка, который применялся в самой первой части.
По сравнению с id Tech 3, в данную версию встроено множество усовершенствований и изменений: вместо API OpenGL изображение обрабатывается силами Direct3D, применяется несколько методик рельефного текстурирования, усложнена обработка теней, значительно улучшена система частиц и пост-эффекты (см. также раздел «Технические характеристики»).

Скриншот из Call of Duty 4: Modern Warfare, который демонстрирует локацию города Припять.

Следующей игрой на базе IW Engine стала Call of Duty 4: Modern Warfare 2007 года. В данной игре используется третья версия движка (IW Engine 3.0); технология была в очередной раз доработана и улучшена: усложнена лицевая анимация, обработка водных поверхностей, эффекты освещения, появились новые пост-эффекты, такие как глубина резкости, широко используются возможности цветокоррекции изображения для придания ему специальной стилизации.
В 2008 году была выпущена пятая часть серии игр — Call of Duty: World at War (разработчик: Treyarch). Игра построена на третьей версии движка (IW Engine 3.0), которая была модернизирована силами разработчиков Treyarch. На этой же версии движка сделана другая игра Treyarch — Quantum of Solace: The Game (рус. «007: Квант милосердия»).
В 2009 году состоялся релиз Call of Duty: Modern Warfare 2 (разработка вновь перешла к Infinity Ward). Данная игра использует следующую версию движка, IW Engine 4.0, с рядом усовершенствований, в том числе, с технологией Streaming Textures (потоковая загрузка текстур).
9 ноября 2010 состоялся выход седьмой части Call of Duty — Black Ops от Treyarch. В данной игре используется значительно доработанная версия движка IW Engine 3.0, которая применялась в Call of Duty: World at War, что вероятно обусловлено тем, что разработка игры была начата параллельно с созданием Modern Warfare 2. По сравнению с предыдущими частями игры в графический код было внесено несколько серьёзных усовершенствований, в частности, помимо прочего, полностью переработана система освещения и улучшена работа системы частиц.
В этом же году на консоле Wii вышла игра GoldenEye 007, «духовная наследница» оригинальной GoldenEye 007 1997 года для Nintendo 64. За разработку отвечала компания Eurocom, а изданием занималась фирма Activision. Данная игра, согласно некоторым источникам, также использует внутреннюю модификацию IW Engine (точная версия неизвестна).
8 ноября 2011 вышла Call of Duty: Modern Warfare 3, базирующаяся на движке IW 5.0 (рабочее название — MW3 Engine); за разработку отвечали компании Infinity Ward, Sledgehammer Games и Raven Software. В октябре Глен Шофилд, основатель Sledgehammer Games, заявил в интервью, он работал со многими движками и что в сравнении с ними движок IW Engine напоминает Porsche, а критика движка, которая звучала в рецензиях на Modern Warfare 3 безосновательна, так как разработчики постоянно модифицируют технологию и перерабатывают её, переписывая множество частей
1 мая 2012 была анонсирована девятая игра серии и сиквел Call of Duty: Black Ops 2010 года — Call of Duty: Black Ops II. Игра использует обновлённую версию движка IW 3.0, использованного при создании первой части Black Ops — получив в своё время в распоряжение версию 3.0, компания развивала движок на его основе параллельно с тем, как Infinity Ward, с которой Treyarch чередовалась, продолжала развитие своей ветки. Так, для Black Ops II в движок было добавлено HDR-освещение, самозатенение (англ. self-shadowing), bounce lighting и reveal-маппинг, а версия игры для PC имеет поддержку DirectX 11. По словам Treyarch, основным приоритет для них, это 60 кадров в секунду (FPS) на любой платформе. Выход игры состоялся 13 ноября 2012 года.
В 2013 состоялся выход Call of Duty: Ghosts. Разработкой этой игры занималась Infinity Ward при участии Raven Software и Neversoft Entertainment. При анонсе игровой движок был описан представителями издательства как «совершенно новый», однако впоследствии разработчики уточнили, что движок является развитием их собственного движка — IW 6.0; так, аниматор студии, Зак Волкер, сказал: «Невозможно разработать новый игровой движок „с нуля“ за двухлетний цикл, который проходят наши игры. (…) Мы поступаем иначе — проводим исследование и делаем выводы, какие системы и основные части движка морально устарели и обновляем их, доводя до современного уровня. Насколько сильно мы их обновляем? Думаю, в достаточной степени, чтобы позволить себе назвать этот движок новым».

## Технические характеристики
В основу данного игрового движка положен код лицензированного движка id Tech 3 (на момент разработки первой игры серии Call of Duty, движок id Tech 3 распространялся под проприетарной лицензией, а 19 августа 2005 года перешел на лицензию GNU GPL). Для отрисовки (рендеринга) изображения в играх на основе этого движка применяется интерфейс программирования приложений (англ. API) DirectX (оригинальный id Tech 3 поддерживает работу только с OpenGL). Возможна обработка как открытых (англ. outdoor), так и закрытых (англ. indoor) пространств. Есть поддержка многоядерных процессоров. Движок IW Engine неоднократно дорабатывался для каждой выходящей игры.

Схема иллюстрирует историю развития игровых движков IW Engine.

Ниже приведены технологические параметры движка IW Engine на примере игры Call of Duty 2 (2005)
Для обработки поверхностей возможно применение нескольких текстурных слоев и множества вершинных и пиксельных шейдеров, в частности, поддерживается бамп/нормал-маппинг (см. также статью «Рельефное текстурирование»). Поддерживается большое количество различных пост-эффектов, накладываемых на изображение: blur (размытие) после смерти игрового персонажа и при попадании пуль, motion blur (имитирует контузию), sun glare (солнечное сияние), heat haze (атмосферная дымка в жаркое время; также эффект визуализирует эффекты огня, взрывов, перегретого ствола скорострельного орудия).
Тени обрабатываются с применением карт теней (англ. shadow maps), что позволяет получить достаточно реалистичные мягкие тени, отбрасываемые зданиями или объектами. В то же время на предварительных скриншотах игры тени обладали самозатенением, а карты теней были более высокого разрешения (в последующих после Call of Duty 2 играх самозатенение появилось). Тени, отбрасываемые персонажами — динамические, на них влияют источники освещения.
На момент выхода игры количество геометрии, обрабатываемое на один кадр, превышало средний уровень игр того времени и варьировалось примерно от 50000 до 500000 полигонов. Кроме того, на момент выхода, игра была очень требовательна к объёму памяти видеокарты (в разрешении 1024×768 на максимальных настройках графики игра потребляла 340—350 мегабайт памяти).
Развитие движка в последующих играх
Начиная с Call of Duty 4: Modern Warfare (2007) (как и Call of Duty 2, сделанной Infinity Ward), разработка игр серии переходит на другую схему: теперь над ними работают две студии, чередуясь; это было сделано для того чтобы при двухлетнем цикле разработке каждая новая часть Call of Duty выходила каждый год.
Call of Duty 4: Modern Warfare использует третью версию движка, в очередной раз доработанную: авторы усложнили лицевую анимацию, эффекты освещения и пост-эффекты (появилась глубина резкости, цветокоррекция и другие эффекты, использующийся при разных игровых ситуациях), обработку водных поверхностей.
За Modern Warfare последовала Call of Duty: World at War 2008 года. На сей раз разработкой игры занималась студия Treyarch, а в основу движка был положен IW 3.0, при этом он был доработан силами сотрудников Treyarch. Все последующие игры серии, разработанные Treyarch, уже базировались на этой модификации третьей версии движка: с каждой новой частью компания улучшала движок, основанный на IW 3.0, тогда как Infinity Ward продолжала развитие ветви (новые цифровые индексы в названии, например, 4.0, 5.0 и пр.) добавлялись именно к ветви Infinity Ward).
Call of Duty: Modern Warfare 2 (Infinity Ward, 2009 год) работает на четвёртой версии движка (IW 4.0). Одной из особенностей, кроме прочих доработок, стала оптимизация, названная Streaming Textures (потоковая загрузка текстур).
Call of Duty: Black Ops II (Treyarch, 2012 год), чей движок основывается на IW 3.0, принес очередные улучшения в графическую часть:
HDR-освещение, самозатенение (англ. self-shadowing), bounce lighting и reveal-маппинг, а также поддержку DirectX 11.
С выходом новых игр продолжалось и развитие движка: в основном, он поделился на две ветви, в связи с чередованием компаний-разработчиков игр — ветвь Infinity Ward и ветвь Treyarch.

## Игры, использующие IW Engine
| Год  | Название                                           | Разработчики                                             | Версия игрового движка | Платформы                    | Платформы                          | Платформы | Платформы |
| ---- | -------------------------------------------------- | -------------------------------------------------------- | --- | ---------------------------- | ---------------------------------- | --------- | --------- |
| Год  | Название                                           | Разработчики                                             | Версия игрового движка | Sony                         | Microsoft                          | Nintendo  | Apple     |
| 2005 | Call of Duty 2                                     | Infinity Ward                                            | IW 2.0 | Нет                          | Windows, Xbox 360                  | Нет       | OS X      |
| 2007 | Call of Duty 4: Modern Warfare                     | Infinity Ward                                            | IW 3.0 | PlayStation 3                | Windows, Xbox 360                  | Wii       | OS X      |
| 2008 | Call of Duty: World at War                         | Treyarch                                                 | Модифицированный IW 3.0 от Call of Duty 4 | PlayStation 3                | Windows, Xbox 360                  | Wii       | Нет       |
| 2008 | 007: Quantum of Solace                             | Treyarch                                                 | Модифицированный IW 3.0 от Call of Duty 4 | PlayStation 3                | Windows, Xbox 360                  | Wii       | Нет       |
| 2009 | Call of Duty: Modern Warfare 2                     | Infinity Ward                                            | IW 4.0 | PlayStation 3                | Windows, Xbox 360                  | Нет       | OS X      |
| 2010 | Call of Duty: Black Ops                            | Treyarch                                                 | Модифицированный IW 3.0 от Call of Duty: World at War | PlayStation 3                | Windows, Xbox 360                  | Wii       | OS X      |
| 2010 | GoldenEye 007                                      | Eurocom                                                  | Неизвестная версия движка | Нет                          | Нет                                | Wii       | Нет       |
| 2011 | Call of Duty: Modern Warfare 3                     | Infinity Ward, Sledgehammer Games                        | IW 5.0 (рабочее название: MW3 Engine) | PlayStation 3                | Windows, Xbox 360                  | Wii       | Нет       |
| 2012 | 007 Legends                                        | Eurocom                                                  | Модифицированный IW 3.0, предположительно, от Call of Duty: Black Ops | PlayStation 3                | Windows, Xbox 360                  | Wii U     | Нет       |
| 2012 | Call of Duty: Black Ops II                         | Treyarch                                                 | Black Ops II Engine — модифицированный IW 3.0 от Call of Duty: Black Ops                                                                                                  | PlayStation 3                | Windows, Xbox 360                  | Wii U     | Нет       |
| 2013 | Call of Duty Online                                | Activision Shanghai, Raven Software                      | IW 4.0 от Call of Duty: Modern Warfare 2 | Нет                          | Windows                            | Нет       | Нет       |
| 2013 | Call of Duty: Ghosts                               | Infinity Ward, Raven Software, Neversoft                 | IW 6.0 | PlayStation 3, PlayStation 4 | Windows, Xbox 360, Xbox One        | Wii U     | Нет       |
| 2014 | Call of Duty: Advanced Warfare                     | Sledgehammer Games, Raven Software, High Moon Studios    | Неизвестная версия движка (модифицированный IW 5.0?) | PlayStation 3, PlayStation 4 | Windows, Xbox 360, Xbox One        | Нет       | Нет       |
| 2015 | Call of Duty: Black Ops III                        | Treyarch                                                 | Black Ops III Engine — дальнейшее развитие IW 3.0 силами Treyarch | PlayStation 3, PlayStation 4 | Windows, Xbox 360, Xbox One        | Нет       | Нет       |
| 2016 | Call of Duty: Modern Warfare — Remastered          | Raven Software, Beenox, High Moon Studios                | Модифицированный IW 5.0 | PlayStation 4                | Windows, Xbox One                  | Нет       | Нет       |
| 2016 | Call of Duty: Infinite Warfare                     | Infinity Ward                                            | IW 7.0 — модифицированный IW 6.0 | PlayStation 4                | Windows, Xbox One                  | Нет       | Нет       |
| 2017 | Call of Duty: WWII                                 | Sledgehammer Games, Raven Software                       | Неизвестная версия движка (модифицированный IW 7.0?) | PlayStation 4                | Windows, Xbox One                  | Нет       | Нет       |
| 2018 | Call of Duty: Black Ops 4                          | Treyarch, Beenox                                         | Представлен как «Black Ops 4 Engine» — дальнейшее развитие движка IW 3.0 силами Treyarch                                                                                  | PlayStation 4                | Windows, Xbox One                  | Нет       | Нет       |
| 2019 | Call of Duty: Modern Warfare                       | Infinity Ward, Beenox, Raven Software, High Moon Studios | IW 8.0 — доработанный IW 7.0 силами Infinity Ward | PlayStation 4                | Windows, Xbox One                  | Нет       | Нет       |
| 2020 | Call of Duty: Modern Warfare 2 Campaign Remastered | Beenox                                                   | Модифицированный IW 5.0 от Call of Duty: Modern Warfare — Remastered | PlayStation 4                | Windows, PlayStation 4, Xbox One   | Нет       | Нет       |
| 2020 | Call of Duty: Black Ops Cold War                   | Treyarch, Raven Software, Beenox                         | Описан авторами, как «разделящий общую технологию с Modern Warfare от Infinity Ward, но обновленный при помощи инструментов Treyarch, используемых со времен Black Ops 3» | PlayStation 4, PlayStation 5 | Windows, Xbox One, Xbox Series X   | Нет       | Нет       |
| 2020 | Call of Duty: Warzone                              | Infinity Ward, Raven Software, Treyarch                  | IW 8.0 | PlayStation 4, PlayStation 5 | Windows, Xbox One, Xbox Series X/S | Нет       | Нет       |
| 2021 | Call of Duty: Vanguard                             | Sledgehammer Games, Treyarch, Beenox, High Moon Studios  | IW 8.0 | PlayStation 4, PlayStation 5 | Windows, Xbox One, Xbox Series X/S | Нет       | Нет       |
| 2022 | Call of Duty: Modern Warfare II                    | Infinity Ward                                            | IW 9.0 — улучшенный IW 8.0 | PlayStation 4, PlayStation 5 | Windows, Xbox One, Xbox Series X/S | Нет       | Нет       |